# Alipay

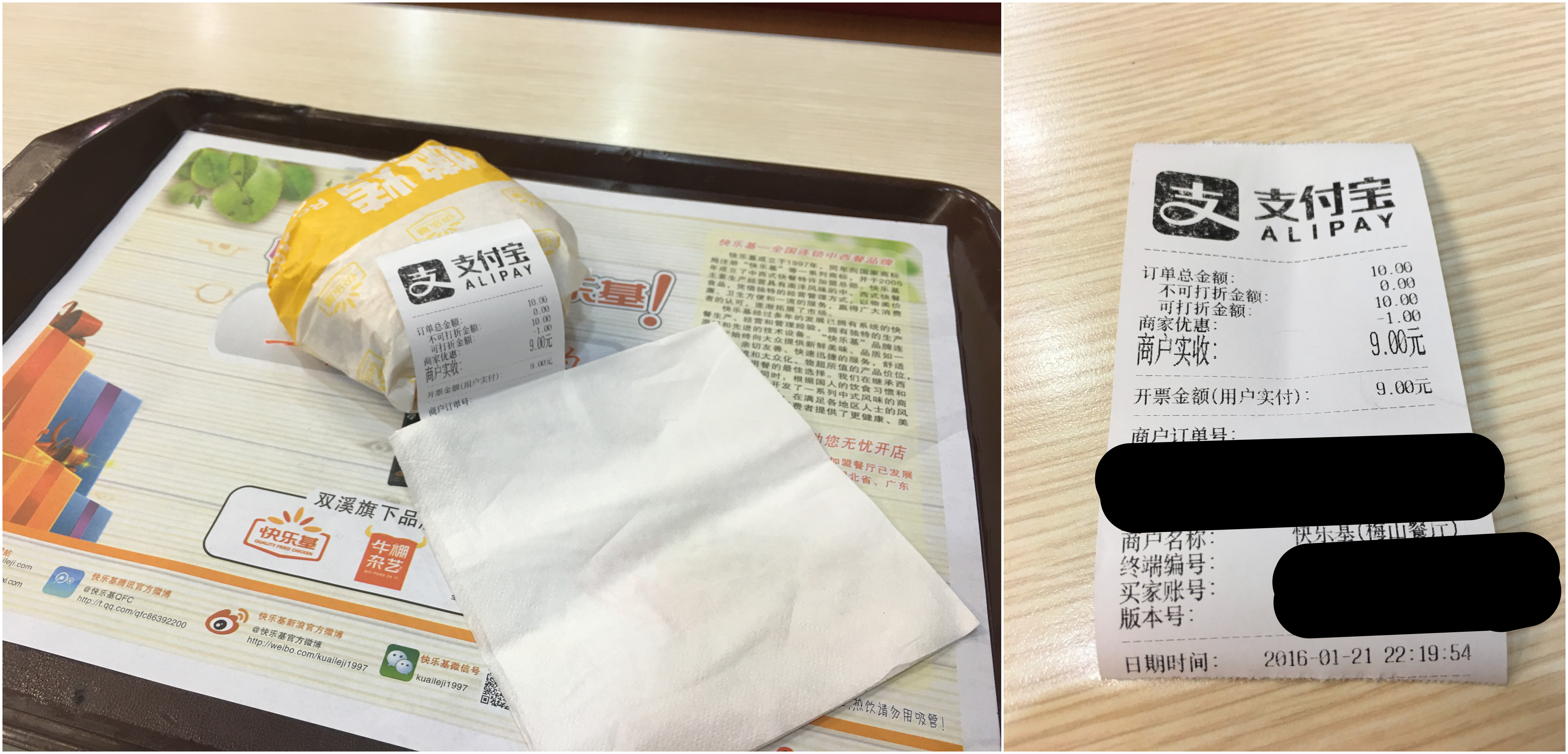
Alipay

Alipay (chiń. 支付宝; pinyin Zhīfùbǎo) – chiński system płatności elektronicznych, uruchomiony w 2003 roku przez grupę Alibaba.
Pod koniec 2013 roku usługa miała 300 milionów użytkowników. Po dziesięciu lat od debiutu stała się największą na świecie platformą płatności mobilnych.
Platforma oferuje zintegrowane opcje płatności w wirtualnej walucie oraz możliwość weryfikacji płatności przy użyciu techniki rozpoznawania twarzy.